# Viktoria Medvedeva
Viktoria Promisovna Medvedeva (Russisch: Виктория Промисовна Медведева) (Leningrad, 25 april 1991) is een Russisch basketbalspeelster die uitkomt voor verschillende teams in Rusland. Ze werd Meester in de sport van Rusland, Internationale Klasse.

## Carrière
Medvedeva begon haar carrière in 2009 bij Spartak SHVSM Efes. In 2012 ging Medvedeva spelen voor Energia Ivanovo. In 2016 ging ze naar Tsjevakata Vologda. In 2016 ging ze spelen voor Dinamo Koersk. Met die club won Medvedeva in 2017 de EuroLeague Women en werd tweede om het Landskampioenschap van Rusland. In 2017 verhuisd ze naar Dinamo Moskou. In 2018 ging ze spelen voor Nadezjda Orenburg. In 2019 won ze de EuroCup Women door in de finale te winnen van Basket Lattes-Montpellier uit Frankrijk met een totaalscore van 146-132 over twee wedstrijden.

## Erelijst
- Landskampioen Rusland:
  - Tweede: 2017
  - Derde: 2019
- Bekerwinnaar Rusland: 1
  - Winnaar: 2021
- RFB Super Cup:
  - Runner-up: 2021
- EuroLeague Women: 1
  - Winnaar: 2017
- EuroCup Women: 1
  - Winnaar: 2019